# Edward Meyrick
Edward Meyrick (Ramsbury, 24 november 1854 – Marlborough, 31 maart 1938) was een Brits schoolmeester en amateur-entomoloog. Hij was een expert op het gebied van Microlepidoptera.
Meyrick bouwde een enorme verzameling op van meer dan 100.000 specimens. Die bevindt zich nu in het Natural History Museum van Londen. Hij zou in zijn lange carrière ten minste 20.000 nieuwe soorten hebben beschreven, evenals verschillende nieuwe geslachten en families van vlinders uit alle delen van de wereld.

## Biografie
Hij was een zoon van dominee Edward Meyrick. Hij studeerde aan Marlborough College en Trinity College (Cambridge). Van 1877 tot eind 1886 gaf hij les in Australië en Nieuw-Zeeland. Hij keerde daarna terug naar Engeland, waar hij tot aan zijn pensioen les gaf aan zijn oude school Marlborough College.
Meyrick werd een fellow van de Entomological Society of London in 1880 en werd verkozen tot Fellow of the Royal Society in 1904. Hij werd verkozen tot erelid van het New Zealand Institute in 1907. 
Hij schreef onder meer het Handbook of British Lepidoptera (1895, herziene uitgave in 1928) en Exotic Microlepidoptera (1912-1937; vier volledige delen en een vijfde onvolledig deel), plus talrijke academische artikelen.

## Taxa naar hem vernoemd
Tientallen insectentaxa, vooral vlinders, zijn naar Meyrick vernoemd; daaronder:
- Meyrickiella (geslacht uit de familie van de snuitmotten)
  - Meyrickiella homosema
- Meyrickella (geslacht uit de familie van de spinneruilen)
  - Meyrickella ruptellus
  - Meyrickella torquesaria
- Caloptilia meyricki
- Chionaema meyricki
- Chlorochaeta meyricki
- Comibaena meyricki
- Cyana meyricki
- Eriogenes meyricki
- Hellinsia meyricki
- Lamprosema meyricki
- Lecithocera meyricki
- Leucoptera meyricki
- Monopis meyricki
- Neopseustis meyricki
- Nestorellus meyricki
- Oidaematophorus meyricki
- Omiodes meyricki
- Orthaga meyricki
- Pachypsaltis meyricki
- Psychopsis meyricki
- Scardiites meyricki
- Scrobipalpa meyricki
- Trogoderma meyricki